# تاکویا تاکاگی
تاکویا تاکاگی (به انگلیسی: Takuya Takagi) بازیکن فوتبال اهل ژاپن و عضو تیم ملی فوتبال ژاپن است که در تاریخ ۳۱ مه ۱۹۹۲ میلادی اولین بازی ملی‌اش را انجام داد. او در ۴۴ بازی ملی حضور داشت و آخرین بازی ملی خود را در تاریخ ۸ نوامبر ۱۹۹۷ میلادی انجام داد. تاکویا تاکاگی در بازی‌های ملی‌اش
۲۷ گل به ثمر رساند.